# Joseph-Mathieu d’Agoult
Joseph-Mathieu d’Agoult (1749-1824), de son nom complet : Charles Constance César Loup Joseph Mathieu d'Agoult, dit aussi Charles d'Agoult de Bonneval, est un évêque catholique français et écrivain politique.
Il est l'évêque de Pamiers et le président des états de Foix lors de la Révolution française.

## Biographie
Charles Constance César Loup Joseph Mathieu d'Agoult est né le 15 janvier 1749 à Grenoble.
Joseph Mathieu d'Agoult fait ses études au séminaire de Saint-Sulpice à Paris. 
Il est nommé prévôt de la collégiale Saint-André de Grenoble. Puis il devient évêque de Pamiers en 1787.
Royaliste convaincu, l'évêque de Pamiers se met en rapport en septembre 1790 avec le marquis de Bouillé, commandant les troupes de l'Est, afin de mettre au point l'évasion du roi Louis XVI du château des Tuileries vers Montmédy. Ce projet aboutit en juin 1791 à la fuite de la famille royale et à son arrestation à Varennes.
Son évêché est supprimé par la constitution civile du clergé. Joseph-Mathieu d'Agoult rejoint alors l'Émigration durant la Révolution française et ne revient en France qu'en 1801 après avoir renoncé à son évêché à la suite du Concordat. Durant son émigration, il écrit plusieurs pamphlets et ouvrages politiques contre la Constitution civile du clergé et les idées révolutionnaires.
Joseph Mathieu d'Agoult meurt évêque émérite de Pamiers, le 21 juillet 1824 à Paris.

## Œuvres
- Conversation avec E. Burke, sur l'intérêt des puissances de l'Europe (Paris, 1814)
- Projet d'une banque nationale (Paris, 1815)
- Lettre à un Jacobin, ou réflexions politiques sur la constitution d'Angleterre et la charte royale (Paris, 1815)
- Éclaircissement sur le projet d'une banque nationale (Paris, 1816)

### Webographie
- (en) « Charles Consstance César Joseph Matthieu d'Agoult », sur Catholic encyclopedia, 1913 (consulté le 2 novembre 2018).